# Кутилове (Амурська область)
Кутилове (рос. Кутилово) — село у Октябрському районі Амурської області Російської Федерації. Розташоване на території українського історичного та етнічного краю Зелений Клин.
Входить до складу муніципального утворення Максимівська сільрада. Населення становить 47 осіб (2018).

## Історія
З 20 жовтня 1932 року входить до складу новоутвореної Амурської області.
З 1 січня 2006 року органом місцевого самоврядування є Максимівська сільрада.

## Населення
| 2002 | 2010 | 2012 | 2013 | 2014 | 2015 | 2016 |
| ---- | ---- | ---- | ---- | ---- | ---- | ---- |
| 80   | ↘42  | ↗44  | ↗46  | ↗50  | ↘48  | ↘47  |
| 2017 | 2018 |      |      |      |      |      |
| ↗50  | ↘47  |      |      |      |      |      |